# 山本杏
山本 杏（やまもと あんず、1994年6月18日 - ）は、神奈川県横浜市出身の日本の女子柔道家。身長158 cm。握力は右30 kg、左33 kg。バスト91 cm。リーチ161 cm。血液型はB型。組み手は左組み。得意技は小内刈、袖釣込腰。階級は57 kg級と63 kg級。。

## 経歴

### 中学まで
柔道は4歳の時に父親が指導者を務める朝飛道場で始めた。小学校6年の時には全国小学生学年別柔道大会45 kg級に出場すると、予選リーグで岡本理帆に一本勝ちするなどして決勝トーナメントに進むが、5位にとどまった。六角橋中学に進むが、全国中学校柔道大会には県予選で勝てず、結局1度も出場できずに終わった。3年の時は関東大会で優勝しながら、県予選では相原中学2年の内尾真子に敗れた。しかしながら、20歳以下の大会である全日本ジュニア52 kg級に出場すると、決勝で世界ジュニアチャンピオンである山梨学院大学1年の加賀谷千保に敗れるが2位になった。そのため、シニアの大会である講道館杯に出場する資格を得ると、中学3年の15歳ながら大学生や自衛隊員、警視庁の選手らを次々と倒し続け、準決勝で西田優香に敗れたものの、3位決定戦で加賀谷を倒して3位入賞という快挙を達成して一躍有名になった。ちなみに、女子中学生が講道館杯で表彰台に上がるのは、1997年に倉持亜佐美と松田邦恵が48 kg級で1, 2位となって以来のことになった。

### 高校時代
2010年には桐蔭学園高校へ進学した。1年生の時には8月のインターハイ決勝で、小松大谷高校2年の宮川拓美に一本背負投で敗れた。9月の全日本ジュニアでも環太平洋大学1年の谷本和に指導2で敗れて2位だったが、谷本とともに世界ジュニア代表に選出された。10月にモロッコで開催された世界ジュニアでは初戦から順調に勝ち上がり、決勝ではブラジルの選手を崩上四方固で破って優勝した。11月の講道館杯では決勝で金沢学院大学3年の橋本優貴を小内刈の技ありで破って、中村美里以来5年ぶりに高校1年生で優勝を果たした。続くグランドスラム・東京では初戦で世界3位であるロシアのナタリア・クジュティナに背負投で一本勝ち、準々決勝でも昨年の世界選手権2位であるキューバのヤネト・ベルモイを袈裟固で破るなどオール一本勝ちで決勝まで進むも、世界チャンピオンの西田優香に背負投で有効を取られて2位に終わるが、グランドスラム初出場の16歳の健闘にIJFも優勝した西田以上の興味を示した。なお、2011年からは57 kg級に階級を上げることとなった。
2年生の時には8月のインターハイ57 kg級でオール一本勝ちの優勝を飾った。11月の世界ジュニアでは決勝でオランダのサンネ・フェルハーヘンを横四方固で破って、前年の52 kg級に続いて2階級制覇を達成した。
12月のグランドスラム・東京では準決勝で佐藤愛子に横四方固で一本負けを喫して3位だったものの、前年に続いて今大会でのメダルを獲得した。
2012年2月にはワールドカップ・ブダペストに出場すると、決勝でドイツのミリアム・ローパーを横四方固で破って優勝を飾った。続いてグランプリ・デュッセルドルフに出場して、初戦で世界ランキング3位であるポルトガルのテルマ・モンテイロに内股で一本勝ちすると、準決勝では2011年の世界選手権で2位となったブラジルのラファエラ・シルバを合技一本で破る活躍を見せるが、決勝では世界ランキング1位であるフォーリーフジャパンの松本薫に指導2で敗れたものの、2位となった。
3月には高校選手権の決勝で敬愛高校1年の芳田司を有効で破って優勝を果たした。
3年になると、4月のアジア選手権では決勝で台湾の連珍羚を判定で破って優勝を飾った。また、団体戦でも優勝した。5月の体重別では初戦でコマツの大友真貴子に技ありで敗れた。8月のインターハイでは個人戦決勝で帝京高校1年の西尾直子を腕挫十字固で破って2連覇を飾った。10月の世界団体では決勝の中国戦で馬英楠に縦四方固で勝利したのを始めオール一本勝ちして、日本チームを優勝に導く原動力となった。11月の講道館杯では決勝でコマツの宇高菜絵と対戦して、GSに入ってから出足払で技ありを取って勝利して、2年前の52 kg級に続く2階級制覇を成し遂げた。12月のグランドスラム・東京では、初戦と準々決勝は2-1の微妙な内容での判定勝ちだったものの、準決勝ではロンドンオリンピック銅メダリストのオトーヌ・パヴィアを体落で破ると、決勝でも自衛隊体育学校の平井希にGSに入ってから指導2で優勢勝ちして、今大会初優勝を飾った。2013年2月には下半身の接触が全面禁止となった新ルールによる最初の大会となったグランドスラム・パリに出場すると、決勝で地元のパヴィアから先に技ありを先取しながら、終盤に逆転の一本負けを喫して2位に終わった。なお、この時点では高校生でありながらシニアでもトップレベルの活躍を示していたことから、2016年のリオデジャネイロオリンピックではロンドンオリンピック金メダリストの松本薫を押しのけて代表になることが有力であるとの想定がなされていた。

### 大学時代
4月からは国士舘大学に進学することになった。1年の時には5月の体重別で前年に続いて初戦で大友に有効で敗れたものの、国際大会などの実績が考慮されて世界選手権代表に選ばれた。8月の世界選手権では、準々決勝でパヴィアに指導2で敗れると、その後の3位決定戦でもスロベニアのヴロラ・ベデティに指導3で敗れて5位に終わった。一方、団体戦では優勝を飾った。11月のグランドスラム・東京では準決勝で宇高菜絵に敗れて3位にとどまった。
2014年2月のグランドスラム・パリでは準々決勝でシルバを横四方固で破ると、準決勝ではパヴィアに指導1で勝利を収め、決勝では宇高をGSに入ってから指導3で破り優勝を飾った。
2年の時には4月の体重別決勝で宇高に大外刈で一本負けを喫して世界選手権代表を逃した。
9月のアジア大会では決勝で地元韓国の金ジャンディを崩袈裟固で破って優勝を果たした。団体戦の決勝では個人戦に続いて金ジャンディと対戦して、縦四方固で一本勝ちしてチームの優勝に貢献した。
12月のグランドスラム・東京では準々決勝でモンテイロに技ありで敗れると、その後の3位決定戦でもコマツの芳田司に指導1で敗れて5位にとどまった。
2015年2月にはグランプリ・デュッセルドルフに出場するが初戦で敗れた。
3年の時には4月の体重別で決勝まで進みベネシードの松本と対戦するが、GSに入ってから指導を取られて2位にとどまった。世界選手権代表には選出されなかったが、世界団体のメンバーには選ばれた。7月のユニバーシアードでは日本選手団の旗手を務めた。個人戦では準決勝でモンゴルのドルジスレン・スミヤに敗れて3位に終わった。団体戦では全勝してチームの優勝に貢献した。8月の世界団体では初戦から全勝してチームの優勝に貢献した。
11月の講道館杯では決勝でコマツの石川慈と対戦すると、有効を先取しながら横四方固で逆転負けして2位に終わった。これによりグランドスラム・東京には出場できず、リオデジャネイロオリンピック代表の対象から外れることになった。続くグランプリ・青島では準決勝でローパーに敗れたが、3位決定戦で三井住友海上の玉置桃に足取りの反則勝ちを収めて3位になった。
4年の時には4月の体重別初戦で石川に上四方固で敗れた。アジア選手権では準決勝でスミヤに指導1で敗れて3位だった。しかし、団体戦では決勝のモンゴル戦でスミヤを横四方固で破るなどしてチームの優勝に貢献した。10月には学生体重別の2回戦で山梨学院大学1年の谷川美歩に指導1で敗れた。11月の講道館杯では2回戦で敗れた。続くグランプリ・青島では前年と同じく3位だった。

### 社会人時代
2017年4月からはパーク24の所属となった。体重別では初戦で宇高に反則負けを喫した。8月の実業個人選手権では準決勝で玉置に指導2で敗れて3位だった。11月の講道館杯では準決勝で宇高に袈裟固で雪辱すると、決勝では綜合警備保障の渡部優花を袖釣込腰で破って今大会5年ぶり3度目の優勝を飾った。ここのところ低迷していたが、女子柔道部監督の園田隆二による指導や、1年先輩の60kg級世界チャンピオンである高藤直寿などとの稽古が復活のきっかけになったという。12月のグランドスラム・東京では決勝まで進んで芳田と対戦するが、GSに入ってから一本背負投の技ありで敗れて2位だった。
2018年2月のグランドスラム・デュッセルドルフでは前日計量(57 kg以下)にパスしたものの、無作為に選ばれる当日計量で増量の許容範囲内である5%(59.85 kg以下)を超えていたために失格となった。このため、規定により強化指定選手を除外された。4月に出場予定だった体重別も辞退することになった。その後階級を63 kg級に上げると、8月の実業個人選手権ではJR東日本の土井雅子に上四方固で敗れて5位だった。11月の講道館杯では3回戦で了徳寺学園職員の能智亜衣美を送襟絞で破るも、準々決勝で環太平洋大学2年の瀬戸口栞南に縦四方固で敗れたが3位になった。2019年4月の体重別では準決勝で三井住友海上の鍋倉那美に反則負けして3位だった。8月のアジアオープン・台北では決勝で地元台湾の選手に反則勝ちするなどオール一本勝ちして優勝した。11月の講道館杯では準決勝で土井に反則負けして3位だった。2020年1月のヨーロッパオープン・オディヴェーラスでは準決勝でフランスのマノン・ドゥクテルに肩車の技ありで敗れて3位だった。2020年11月の講道館杯では初戦で筑波大学3年の明石ひかるに反則負けを喫した。2021年4月の体重別では初戦で自衛隊体育学校の幸田奈々に送足払で敗れた。12月の実業個人選手権では57㎏級で優勝した。2022年4月の体重別では63㎏級に出場すると、準決勝で了徳寺大学職員の鍋倉那美に反則負けを喫した。5月の全日本強化選手選考会57㎏級の決勝では環太平洋大学4年の古賀ひよりに反則勝ちして優勝した。10月の講道館杯は準決勝で玉置に崩上四方固で敗れるなどして5位だった。
2023年8月に現役を引退した。2024年6月にはパーク24も退社した。一方で、7月のパリオリンピックではリオデジャネイロオリンピック金メダリストであるブラジルのラファエラ・シルバの練習パートナーを務めた。

## 人物
- 階級は57 kg級。試合にばかり出場していて昇段試験を受ける時間がなく、2009年まで白帯（三級）であった（昇段試験自体は2009年10月に受けているが、段位を取得できるのは数ヶ月先のため）。黒帯でないと出場が認められない規定上、同年のグランドスラム・東京2009には結果として出場できなかった[2][55]。

- 角刈り頭がトレードマーク。そのため女子トイレに入ろうとすると何度も呼び止められたことがあるという。しかし、高校2年になって周囲から「女性らしくしろ」と言われたことで、髪を伸ばしてイメージチェンジを図ることとなった[56]。

- 愛読書は岡野功の「バイタル柔道」[2]。

## 戦績
- 2006年8月 - 全国小学生学年別柔道大会 5位(45 kg級)

52 kg級
- 2009年9月 - 全日本ジュニア 2位
- 2009年11月 - 講道館杯 3位
- 2010年1月 - ベルギー国際 優勝
- 2010年3月 - テューリンゲンジュニア国際 3位
- 2010年4月 - ロシアジュニア国際 優勝
- 2010年8月 - インターハイ 2位
- 2010年9月 - 全日本ジュニア 2位
- 2010年10月 - 世界ジュニア 優勝
- 2010年11月 - 講道館杯 優勝
- 2010年12月 - グランドスラム・東京 2位

57 kg級
- 2011年6月 - 東アジア選手権 個人戦 団体戦ともに優勝
- 2011年8月 - インターハイ 優勝
- 2011年9月 - 全日本ジュニア 優勝
- 2011年11月 - 世界ジュニア 優勝
- 2011年12月 - グランドスラム・東京 3位
- 2012年2月 - ワールドカップ・ブダペスト 優勝
- 2012年2月 - グランプリ・デュッセルドルフ 2位
- 2012年3月 - 高校選手権 優勝
- 2012年4月 - アジア選手権 個人戦 優勝 団体戦 優勝
- 2012年8月 - インターハイ 優勝
- 2012年9月 - 全日本ジュニア 3位
- 2012年10月 - 世界団体 優勝
- 2012年11月 - 講道館杯 優勝
- 2012年12月 - グランドスラム・東京 優勝
- 2012年12月 - エクサンプロヴァンスジュニア国際 優勝
- 2013年2月 - グランドスラム・パリ 2位
- 2013年5月 - ワールドマスターズ 5位
- 2013年8月 - 世界選手権　個人戦　5位　団体戦　優勝
- 2013年11月 -　グランドスラム・東京　3位
- 2014年2月 - グランドスラム・パリ　優勝
- 2014年4月 - 体重別　2位
- 2014年9月 - アジア大会　個人戦　優勝　団体戦　優勝
- 2014年12月 - グランドスラム・東京　5位
- 2015年4月 - 体重別　2位
- 2015年6月 - 優勝大会 5位
- 2015年7月 - ユニバーシアード　個人戦　3位　団体戦　優勝
- 2015年8月 - 世界団体　優勝
- 2015年10月 - 体重別団体　3位
- 2015年11月 - 講道館杯 2位
- 2015年11月 -　グランプリ・青島　3位
- 2016年4月 - アジア選手権　　個人戦　3位　団体戦　優勝
- 2016年11月 - グランプリ・青島　3位
- 2017年8月　- 実業個人選手権　3位
- 2017年11月 - 講道館杯 優勝
- 2017年12月 -　グランドスラム・東京　2位

63 kg級
- 2018年8月　- 実業個人選手権　5位
- 2018年11月 - 講道館杯 3位
- 2019年4月 - 体重別　3位
- 2019年8月 -　アジアオープン・台北　優勝
- 2019年9月　- 実業個人選手権　3位
- 2019年11月 - 講道館杯 3位
- 2020年1月 -　ヨーロッパオープン・オディヴェーラス　3位
- 2021年12月　- 実業個人選手権　優勝(57 kg級)
- 2022年4月 - 体重別　3位

57 kg級
- 2022年5月 - 全日本強化選手選考会 - 優勝
- 2022年10月 - 講道館杯 5位

(出典、JudoInside.com)